# サムライリーガーズ
『サムライリーガーズ』は、竹山祐右による日本の漫画作品。

## 概要
『月刊ヤングキングアワーズ』（少年画報社）にて、2010年10月号から2012年10月号まで連載されていた野球漫画。単行本は全4巻。

## あらすじ
アメリカ・ドラゴンシティで開催されるプロスポーツ「メジャーボール」。世界各国の特色を押し出した球団がしのぎを削る。そんな中、低迷を続ける日本チーム「S（サムライ）・ドッグス」。かつて優勝と引き換えにキャプテン・王漸源路郎を失ったチームはギリギリの9人でプレイしていた。
そんなある日、球団オーナー・キリカの前に1人の若者が現れる。彼の名は王漸一路太、源路郎の弟だった。

## 登場人物

### S（サムライ）・ドッグス
王漸一路太（おうぜん いちろうた）
背番号11、ピッチャー。剣術師範代。系図を辿れば平安時代まで遡る名家の次男坊だが、常に兄と比較され続けてきたため、兄・源路郎に対して強いコンプレックスを抱いており、己自身を認めさせるために、家を出てメジャーボールに挑む。
居合のスタイルによるバッティングを得意とし、ピッチングも球威だけならば兄をも凌ぐと言われている。親しい者からの愛称は「一路」。
兄・源路郎に対する感情はある意味度を越しており、たとえ好意的な見方でも同一視されることを嫌い、否定的な意見でも別の人間と言われると安心するというレベル。メジャー入りした目的も「兄を越える」ことが第一義で、ヴァルディスやアランズに対して「兄を倒した相手に勝てば自分は兄よりも強い」などと言う近視眼的な考え方に陥っていたが、多くの人物との交流で自分が「兄の背中」しか見ていなかったことに気付き、自身の目標を見出していく。
王漸源路郎（おうぜん げんじろう）
背番号01、ピッチャー。剣術師範。一路太の実兄。サムライ・ドッグスを立ち上げた張本人であり、一路太と悠姫乃以外の選手は彼が見出した。一路太の使う特注抜刀（バット）「炎斬（ほむらぎり）」は彼の使用していたものと同型である。
5年前にF・ゴッデスとの優勝を賭けた試合で、最終打者・カーンの打球を受け止めて勝利するも、その際に勢いを殺しきれず、背中からフェンスに激突して死亡した。その存在は未だに多くのリーガーに関心を持たれており、一路太のコンプレックスを刺激する。
京月葵利香（きょうげつ きりか）
背番号00。仏師。球団オーナーにして控え選手でもある。走力には自信があるものの、それ以外の能力は低い。日本人形の製造・販売の老舗「人形の京月」の跡取り。Sっ気があり、苦難に立ち向かう男の顔はツボらしい。茶目っ気もある目立ちたがりだが、切れると日本刀を振り回す姐御である。
美杉恋太郎（みすぎ れんたろう）
背番号02、キャッチャー。歌舞伎役者。薙刀形バット「春狂桜獅子」を扱うスイッチヒッターで、練習では一度に数発のボールを撃つ「散弾（ショットガン）ノック」も得意。チーム内では源路郎に心酔していた者の最右翼であり、それゆえに一路太にはきつく当たる（しかし、彼らのキツイ当りが一路太の癒しになっている）。
戸波左衛門（となみ さえもん）
背番号03、ピッチャー。書道家。一路太と比べて球威は劣るが、変幻自在の変化球「墨蛇伝」を操る。
霧隠獣蔵（きりがくれ じゅうぞう）
背番号04、センター。忍術師範。フェンスを蹴り上がって捕球する様から「ホームラン殺し」の異名を取るクレバーな外野手。打席では短刀型バットを振るい、打った際にはフェイントを駆使して確実に塁に出る。
千代乃藤明（ちよの ふじあき）
背番号05、サード。力士。「阿吽掌」の異名を取り、グローブなしで打球を受け止める。出塁する際も”さばき”と”ぶちかまし”でタッチアウトを退ける技能を使う。
平賀源助（ひらが げんすけ）
背番号06、ショート。大道芸人。
巻 一（まき はじめ）
背番号07、ライト。林業技士。
御谷幸輝（みたに こうき）
背番号08、セカンド。文筆家（ライトノベル作家）。萌え系のネタに疲れたため、新しい発想を求めてMB選手となった。相手の先を"読み"、裏を"書く"プレイを得意とする。
魚住桂馬（うおずみ けいま）
背番号09、レフト。漁師。実家直送の新鮮な海の幸で、チームの胃袋にも貢献する。
久石条次（ひさいし じょうじ）
背番号10、ファースト。作曲家。
真城悠姫乃（しんじょう ゆきの）
背番号12、舞踊家。一路太の許婚で老舗の呉服屋の娘。元々は源路郎と婚約していたが、その頃から一路太に惹かれていた。源路郎が出奔した際、繰り上がりで後継ぎとなった一路太と改めて婚約したが、一路太自身からは「屈辱の象徴」として見られていた。
自身が受け身な生き方をしてきたことは自覚していたが、一路太を追って渡米した際の出来事により、彼を追うのではなく、正面から向き合い「並ぶ」ためにメジャー参加を決める。
リーガーとしての身体能力はけして高くはないが、反物をバット代わりに使い、投球を日本舞踊の動きと合気道の技で相手の力を受け流し凝縮、そのまま送り返す技「天幻砲華」をもつ。
ゼノン・アエトス
背番号13。ギリシャチームS・アルテミスより移籍。
筧さな子（かけい さなこ）
背番号14、忍者（くの一）。獣蔵と同門で遠縁の親戚でもある。どちらかと言うと地道な師範代や忍術を使う仕事より、アクションスターを目指して渡米してきた。獣蔵と同レベルの身体能力を活かした守備能力とダマスカス鋼の苦無によるバッティングでチームを補強している。

### 他球団のリーガー・メジャーボール関係者
ヴァルディス・カーン
アメリカチーム、フリーダム・ゴッデス（F・ゴッデス）に所属するトップリーガー。背番号55、代打。重量120キログラムの特注バット「ジェノサイド・カノン」を片手で振るい、時には敬遠球すらホームランにしてしまう程の強打者である。本編開始から5年前、S・ドッグス優勝試合での彼の打球が、源路郎の死因となった。
一路太との初対決で「引き分け」となったのち、さらなる肉体強化を果たしての復帰戦でアランズの「黒妖犬」を受けて右腕損失の重傷を負う。
右腕を失い、戦力外通告を受けても復帰を目指してトレーニングを続ける求道的精神の持ち主で、修行と称して茶道から刀鍛冶まで挑戦するマルチ人間。
ジェイク・シュナイダー
ドイツチーム、ブリッツ・ドラグーン（B・ドラグーン）に所属する花形リーガーで、背番号1の4番バッター。眉目秀麗な彼の入団により、女性メジャーファンは従来の三倍増となったとも言われている。鞭を仕込んだ特注バット「ローゼン・シュバルト」を使い、ボールを掴み取る。
キャスティーナ・ディドリアーノ
イタリア&バチカンの混成チーム、クロス・クロス（C・クロス）の控え投手で、本職はシスター。背番号77。自身の固有能力として大気中から発せられるマイナスイオンと「1/fのゆらぎ」のリラクゼーション効果+彼女の豊満な肉体で打者（男性）を骨抜きにする。更にイオンからプラズマを発生、ボールを分裂させて幻惑する魔球「セラフィム・ウィンドウズ」を放つ。
方 世玉（フォン・サイヨ）
中国チーム、ゴールデン・フェニックス（G・フェニックス）に所属するベテランピッチャー。背番号は伍（5）。投球ではなく、拳で撃ち出す「虎吼仙弾（ここうせんだん）」で凄まじく重い球を放つ。
アランズ・ロード
B・ドラグーンの新人投手。背番号16。ミットに収まらない限り、全てを喰らい尽くす魔球「黒妖犬（ブラック・ドッグ）」を投げる。かつて源路郎の指導を受けたと語り、古参のファンに「イギリスの悪魔」の異名を取った選手ジョン・ウェイズを彷彿とさせる佇まいを持つ。ヴァルディスや一路太からは源路郎の面影を見出されるが、極端な二面性を持ち、複数の人格が存在するかのような様相を見せる。
その正体は「ジョンの肉体」に「源路郎の脳」を移植された超人開発計画「完全なる人類（ファイネストシングス）」の実験体。2人の人格から生まれたのがアランズであったが、計画遅延を理由に強引にジョンに主導権を与えられ、新球団「ブラック・ゼウス（B・ゼウス）」を立ち上げてメジャー制覇をもくろむ。
カノン・アエトス（兄）、ゼノン・アエトス（弟）
ギリシャチーム、シャイニング・アルテミス（S・アルテミス）に所属する双子のスイッチ・バッテリー。背番号はⅣ（4、ゼノン）Ⅵ（6、カノン）。
弟のゼノンは一路太に似たタイプの熱血漢で分身魔球「ヘカトンケイル・ケラヴノス」を決め球に持ち、ピッチャーとしての制球力は一路太を上回るが、バッティングはサッパリという一芸型。
兄であるカノンは冷静なタイプでゼノンより女性ファン多し。キャッチャー時には確実なリードとトラッシュトークでバッターの心の隙を突き、マウンドに立てば謎かけのソウルエフェクト「スフィンクスの接吻（フイリ・トウ・スピンクス）」で打者を迷いに陥れる。
所属国・ギリシャの球団枠譲渡によってS・アルテミスが解散。カノンはチームを吸収合併したB・ゼウスに移籍するが、ゼノンは納得がいかず、S・ドッグスに入団した。
ユルゲン・サンダーフォース
メジャーボールの主審。常に公正かつ裏方に徹することを旨とする姿勢から、「Mr.アンパイア」とも呼ばれ、コアな人気を誇る名物審判。その異名は伊達ではなく、乱闘の仲裁はもとより、暴走するヴァルディスをも制止する力を持つ。

### その他の人物
レイシス・カーン
ヴァルディス・カーンの一人娘。母・クラリスはメジャーリーガー御用達とも言えるスポーツ用品メーカー「ブラスト・コーポレーション」の社長。当人も幼いながら、飛び級しており既に大学生。
リスティーナ・ディドリアーノ
アランズ・ロードのバイタル・ケアを行う研究者の1人でキャスティーナの実姉。

## 使用技・道具
炎斬（ほむらぎり）
王漸一路太・源路郎が使用する特注抜刀（バット）。日本刀を模したフォルムで作られており、剣術を活かしたバッティングを行える。金属製。

## 用語
メジャーボール (MB)
ベースボールを基本に、エンターテインメント性と国際色を前面に押し出したプロリーグ。作中では東地区のリーグ戦が舞台となっている。「一国につき一球団」と定められており、参加するには当事国の国籍が必要となる。通常の野球道具以外にも数々の特注道具が認められており、野球以外の様々な技術を活かすことが出来る。常にファンの話題をさらい、注目させることが球団・選手の存続条件であり、それが出来ない者は容赦なく切り捨てられる。試合中、観客をも巻き込むような事態が時折発生しているが、観戦は自己責任とされている。
また、「本人の能力」であれば大抵の技が認められるが、肉体以外の「外部に依存する動力（義手・義足等）」は禁止されている。
フルカウントショウダウン
バッターが宣言し、ピッチャーが承諾することで成立する。たとえその時点でどんなカウントであっても、ツーストライク・スリーボールの状態から行われる「一球勝負」。なお、一対一の勝負であるため、成立後の代走は認められない。
ピッチャーには拒否権が与えられるが、拒否すれば「臆病者（チキン）」としてMBに語り継がれてしまうリスクがある。
フルブラストショウダウン
フルカウントショウダウンとは逆にピッチャーが宣言し、「打者を指名して行う一球勝負」。フルカウントのルールに付け加えて出塁者が無条件に三塁まで進める。
MB史上でも過去一度しか使用されていないルールで作中では100年以上使われなかった。それは「敗北したピッチャーは即引退」と言うルールが存在する為。
ソウルエフェクト
リーガーの《気迫》が周囲の人間に伝播し、影響を受けた各人の脳内で電気信号として再構成されて見える「魂の炎」。ただしカノンの「スフィンクスの接吻（フイリ・トウ・スピンクス）」などの個人に作用するソウルエフェクトはリーガー以外の観客には認識されづらい。
完全なる人類（ファイネストシングス）
軍事利用を目的に人体の器官移植、催眠洗脳によって人間のポテンシャルを引き出す計画。研究対象として超人的能力を発揮するリーガーが居並ぶMBに狙いを付ける。

## 書籍情報
- 竹山祐右『サムライリーガーズ』少年画報社〈ヤングキング・コミックス〉、全4巻
  1. 2011年（平成23年）2月12日初版発行（2011年1月29日発売） ISBN 978-4-7859-3556-6
  2. 2011年（平成23年）9月14日初版発行（2011年8月31日発売） ISBN 978-4-7859-3689-1
  3. 2012年（平成24年）4月13日初版発行（2012年3月30日発売） ISBN 978-4-7859-3813-0
  4. 2012年（平成24年）10月13日初版発行（2012年9月29日発売） ISBN 978-4-7859-3932-8